# Cerro Chequesani
Cerro Chequesani es una elevación ubicada en la Isla del Sol sobre el lago Titicaca, en Bolivia. Es el punto más alto de dicha isla con una altura de 4075 metros sobre el nivel del mar y a 265 metros sobre el lago.